# Woda hipoosmotyczna
Woda hipoosmotyczna – woda mineralna, lecznicza lub swoista. Krzepnięcie takiej wody zachodzi w temperaturze powyżej –0,55 °C, ciśnienie osmotyczne zaś jest niższe od 7,6 · 10³ hPa.